# Cf.
|  | Aquest article tracta l'abreviatura de confer. Per al símbol Cf vegeu l'element químic californi. |

cf. és una abreviatura de la paraula llatina confer, que significa comparar o consultar. S'utilitza per referir-se a un altre material o idees que puguin donar informació diferent o altres arguments. S'utilitza principalment en contextos acadèmics o educatius, com en l'àmbit acadèmic (sobretot les humanitats) o textos legals.